# Nowosiołka (rejon mieżdurieczeński)
Nowosiołka (ros. Новосёлка) – wieś w Rosji, w rejonie mieżdurieczeńskim obwodu wołogodzkiego. W 2002 r. liczyła 1 mieszkańca, a w 2010 r. była niezamieszkana.